# Xylotrechus mormonus
Xylotrechus mormonus är en skalbaggsart som först beskrevs av Leconte 1861.  Xylotrechus mormonus ingår i släktet Xylotrechus och familjen långhorningar. Inga underarter finns listade i Catalogue of Life.